# John Dolben
John Dolben (1625-1686) est un ecclésiastique anglican.
Il est doyen de Westminster de 1662 à 1683, évêque de Rochester de 1666 à 1683, puis archevêque d'York de 1683 à 1686. Après sa mort, le siège d'York reste vacant jusqu'en 1688, lorsque le roi Jacques II nomme archevêque Thomas Lamplugh.